# Vayechi
Vayechi, Vayehi, o Vayhi (ebraico: וַיְחִי — tradotto in italiano: "e visse", incipit di questa parashah) dodicesima porzione settimanale della Torah (ebr. פָּרָשָׁה – parashah o anche parsha/parscià) nel ciclo annuale ebraico di letture bibliche dal Pentateuco e ultima nel Libro della Genesi. Rappresenta il passo Genesi 47:28-50:26, che gli ebrei leggono durante il dodicesimo Shabbat dopo Simchat Torah, generalmente in dicembre o gennaio.
Nel rotolo della Torah (ebraico: ספר תורה, Sefer Torah), la parashah si compone di circa 148 righe, con 4448 lettere ebraiche, 1158 parole ebraiche e 85 versetti.

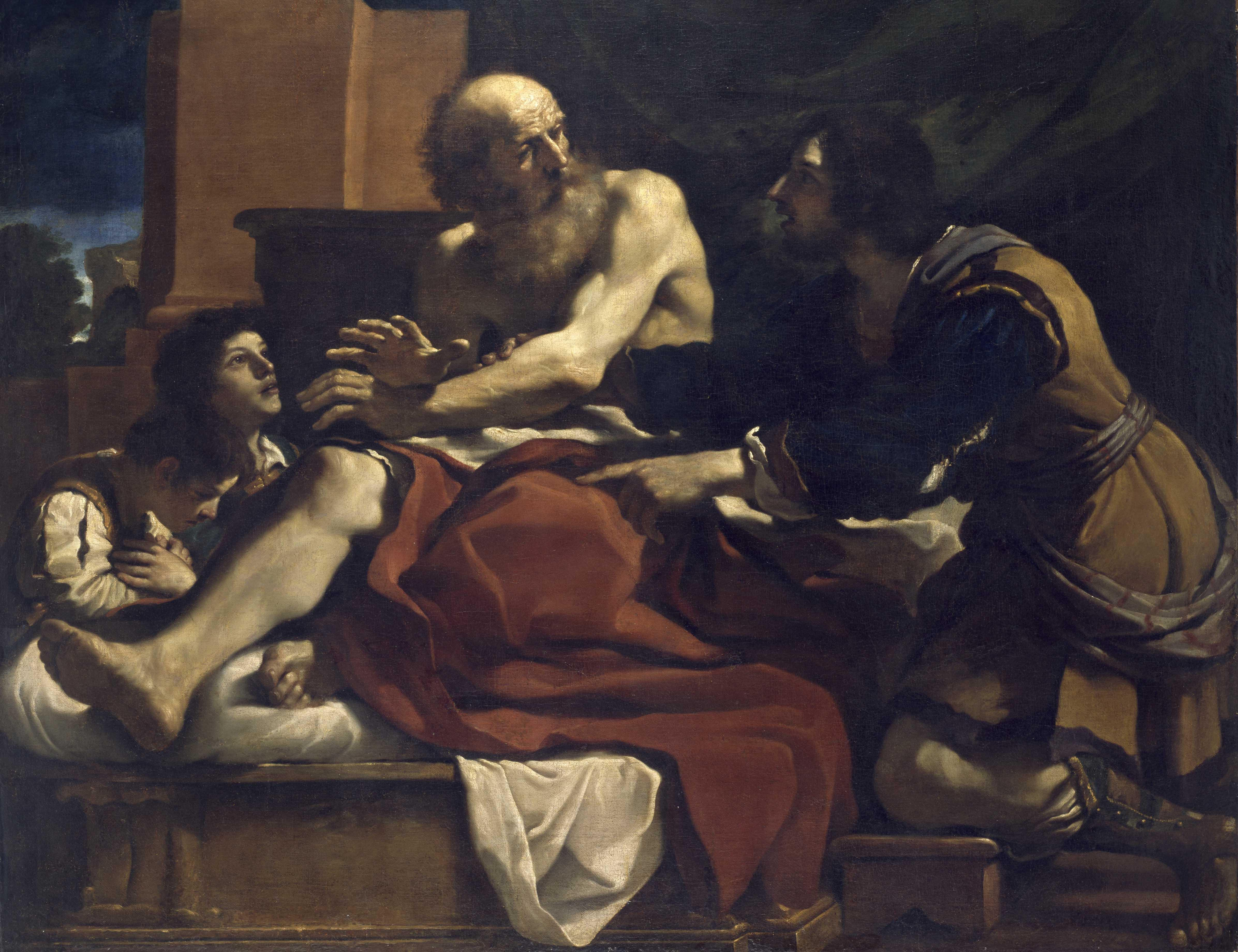
Giacobbe, Efraim e Manasse (dipinto del Guercino, XVII secolo).

## Letture
Nella tradizionale lettura della Torah dello Shabbat, la parashah viene suddivisa in sette parti, o in ebraico עליות‎?, aliyot. Nel testo masoretico del Tanakh (Bibbia ebraica), la Parashah Vayechi ha 12 divisioni a "porzione aperta" (ebraico: פתוחה, petuchah) (circa equivalenti a paragrafi, spesso abbreviati con la lettera ebraica פ - peh, corrispondente alla lettera italiana "P"). La Parashah Vayechi non ha divisioni a "porzione chiusa" (ebraico: סתומה, setumah) (abbreviate con la lettera ebraica ס - samekh, circa equivalente alla lettera italiana "S") dentro le divisioni a porzione aperta (ebraico: פתוחה, petuchah). La prima porzione aperta (ebraico: פתוחה, petuchah) copre le prime tre letture (ebraico: עליות, aliyot). Altre dieci divisioni a porzione aperta (ebraico: פתוחה, petuchah) separano le benedizioni di Giacobbe ai suoi figli nella quinta e sesta lettura (ebraico: עליות, aliyot). La dodicesima e ultima porzione aperta (ebraico: פתוחה, petuchah) comprende le letture conclusive (ebraico: עליות, aliyot) 6 & 7.

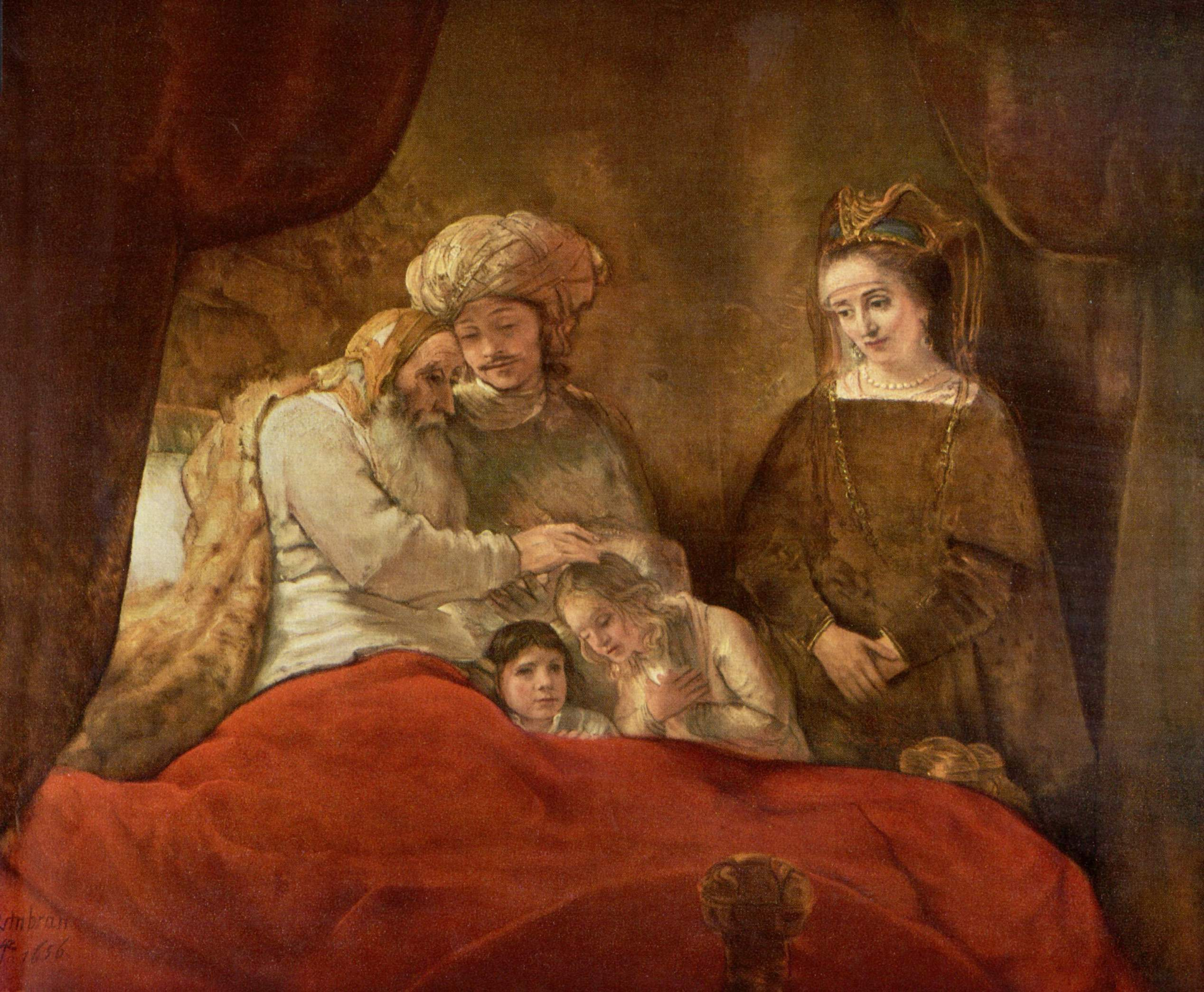
Giacobbe benedice i figli di Giuseppe (dipinto di Rembrandt del 1656).

### Prima lettura — Genesi 47:28–48:9
Nella prima lettura (ebraico: עליה, aliyah), Giacobbe visse in Egitto 17 anni e raggiunse un'età di 147 anni. Quando si avvicinò alla morte, chiamò suo figlio Giuseppe e gli chiese di mettergli la mano sotto la coscia e di giurare di non seppellirlo in Egitto, ma di metterlo nella tomba di suo padre e suo nonno. Giuseppe acconsentì, ma Giacobbe insistette che glielo giurasse, cosa che Giuseppe fece. Dopodiché Giacobbe si prostrò sul capezzale del letto. In seguito, quando fu riferito a Giuseppe che suo padre si era ammalato, Giuseppe portò i figli Manasse ed Efraim a visitarlo. Giacobbe si alzò a sedere e disse a Giuseppe che Dio gli era apparso a Luz, lo aveva benedetto e gli aveva detto che avrebbe moltiplicato i suoi discendenti e avrebbe dato loro quella terra per sempre. Giacobbe adottò i figli di Giuseppe come propri figli e garantì loro l'eredità insieme agli altri figli. Giacobbe ricordò che quando era giunto da Paddan Aram, Rachele era morta in viaggio e l'aveva sepolta lungo la strada di Efrata, vicino a Betlemme. Giacobbe vide i figli di Giuseppe e gli chiese chi fossero e Giuseppe gli rispose che erano i figli che Dio gli aveva dato in Egitto; allora Giacobbe disse a Giuseppe di farli avvicinare al letto in modo che li potesse benedire. La prima lettura (ebraico: עליה, aliyah) termina qui.

## Interpretazione intrabiblica
La parashah ha paralleli o viene discussa nelle seguenti fonti bibliche:

### Genesi capitolo 49
Genesi 49:3-27, Deuteronomio 33:6-25 e Judges 5:14-18 contengono liste parallele delle dodici tribù, presentando caratterizzazioni contrastanti dei rispettivi punti salienti:
| Tribù     | Genesi 49 | Deuteronomio 33 | Giudici 5 |
| --------- | --- | --- | --- |
| Ruben     | Primogenito di Giacobbe, suo vigore e la primizia della sua virilità, esuberante in fierezza ed esuberante in forza; bollente come l'acqua, non avrà preminenza, perché ha invaso il talamo di suo padre e ha violato il suo giaciglio su cui era salito | Viva e non muoia, benché siano pochi i suoi uomini | Presso i suoi ruscelli grandi erano le esitazioni. Era rimasto seduto tra gli ovili, ad ascoltare le zampogne dei pastori, presso i ruscelli erano ben grandi le dispute |
| Simeone   | Fratello di Levi, per entrambi strumenti di violenza sono i loro coltelli, nel loro conciliabolo non entra l'anima di Giacobbe, al loro convegno non si unisce il suo cuore, perché con ira hanno ucciso gli uomini e con passione hanno storpiato i tori. Maledetta la loro ira, perché violenta, e la loro collera, perché crudele. Giacobbe li dividerà e li disperderà in Israele. | non citato | non citato |
| Levi      | Fratello di Simeone, per entrambi strumenti di violenza sono i loro coltelli, nel loro conciliabolo non entra l'anima di Giacobbe, al loro convegno non si unisce il suo cuore, perché con ira hanno ucciso gli uomini e con passione hanno storpiato i tori. Maledetta la loro ira, perché violenta, e la loro collera, perché crudele. Giacobbe li dividerà e li disperderà in Israele | I suoi Tummim e Urim saranno con Dio; Dio lo ha messo alla prova a Massa, con cui ha litigato presso le acque di Mèriba; non ha riconosciuto padre e madre, fratelli e figli; osserva la parola di Dio e custodisce la Sua alleanza; insegna i Suoi decreti a Giacobbe e la Sua legge a Israele; pone incenso davanti a Dio e sacrifici sul Suo altare. Dio benedice il suo valore e gradisce il lavoro delle sue mani e colpisce al fianco i suoi aggressori | non citato |
| Giuda     | I suoi fratelli lo loderanno; la sua mano sarà sulla nuca dei suoi nemici; davanti a lui si prostreranno i figli di suo padre. Un giovane leone è Giuda: dalla preda è tornato, si è sdraiato, si è accovacciato come un leone e come una leonessa; chi oserà farlo alzare? Non gli sarà tolto lo scettro né il bastone del comando tra i suoi piedi, finché verrà colui al quale esso appartiene e a cui è dovuta l'obbedienza dei popoli. Egli lega alla vite il suo asinello e a scelta vite il figlio della sua asina, lava nel vino la veste e nel sangue dell'uva il manto; lucidi ha gli occhi per il vino e bianchi i denti per il latte                                                         | Dio ascolta la sua voce e lo riconduce verso il suo popolo; la sua mano difenderà la sua causa e Dio sarà l'aiuto contro i suoi avversari | non citato |
| Zabulon   | Abiterà lungo il lido del mare e sarà l'approdo delle navi, con il fianco rivolto a Sidone | Gioirà ogni volta che parte, insieme a Issachar chiamerà i popoli sulla montagna; là offriranno sacrifici legittimi, perché succhieranno le ricchezze dei mari e i tesori nascosti nella sabbia | Loro che impugnano lo scettro del comando; hanno messo in pericolo le loro vite per Israele                                                                              |
| Issachar  | Asino robusto, accovacciato tra un doppio recinto; ha visto che il luogo di riposo era bello, che il paese era ameno; ha piegato il dorso a portar la soma ed è stato ridotto ai lavori forzati | Gioirà ogni volta che parte, insieme a Zabulon chiamerà i popoli sulla montagna; là offriranno sacrifici legittimi, perché succhieranno le ricchezze dei mari e i tesori nascosti nella sabbia | i loro principi si mossero con Debora |
| Dan       | Giudicherà il suo popolo, sarà un serpente sulla strada, una vipera cornuta sul sentiero, che morde i garretti del cavallo e il cavaliere cade all'indietro. | giovane leone che balza da Basan | vive straniero sulle navi, e non contribuisce |
| Gad       | Assalito da un'orda, ne attacca la retroguardia | benedetto sia il Signore che lo stabilisce al largo; come una leonessa ha la sede; sbranò un braccio e anche un cranio; poi si scelse le primizie, perché là era la parte riservata a un capo; venne alla testa del popolo, eseguì la giustizia del Signore e i suoi decreti riguardo a Israele | Galaad dimora oltre il Giordano e non contribuisce |
| Aser      | il suo pane è pingue: egli fornisce delizie da re | benedetto tra i figli, il favorito tra i suoi fratelli e tuffi il suo piede nell'olio; di ferro e di rame siano i tuoi catenacci e quanto i suoi giorni duri il suo vigore | si è stabilito lungo la riva del grande mare e presso le sue insenature dimora, e non contribuisce                                                                       |
| Neftali   | Una cerva slanciata che dà bei cerbiatti | sazio di favori e colmo delle benedizioni del Signore: il mare e il meridione sono sua proprietà | erano sui poggi della campagna nel campo di battaglia |
| Giuseppe  | Germoglio di ceppo fecondo presso una fonte, i cui rami si stendono sul muro. Lo hanno esasperato e colpito, lo hanno perseguitato i tiratori di frecce. Ma è rimasto intatto il suo arco e le sue braccia si muovon veloci per le mani del Potente di Giacobbe, per il nome del Pastore, Pietra d'Israele. Per il Dio di suo padre - che lo aiuti, e per il Dio onnipotente - che lo benedica. Con benedizioni del cielo dall'alto, benedizioni dell'abisso nel profondo, benedizioni delle mammelle e del grembo. Le benedizioni di Giacobbee sono superiori alle benedizioni dei monti antichi, alle attrattive dei colli eterni; vengano sul suo capo e sulla testa del principe tra i suoi fratelli | benedetta dal Signore la sua terra; dalla rugiada abbia il meglio dei cieli, e dall'abisso disteso al di sotto; il meglio dei prodotti del sole e il meglio di ciò che germoglia ogni luna; la primizia dei monti antichi, il meglio dei colli eterni e il meglio della terra e di ciò che contiene. Il favore di Colui che abitava nel roveto venga sul capo di Giuseppe, sulla testa del principe tra i suoi fratelli; come primogenito di toro, egli è d'aspetto maestoso e le sue corna sono di bùfalo; con esse cozzerà contro i popoli, tutti insieme, sino ai confini della terra. Tali sono le miriadi di Efraim e tali le migliaia di Manasse | Quelli della stirpe di Efraim scesero nella pianura, le cui radici sono in Amalek                                                                                        |
| Beniamino | Lupo che sbrana: al mattino divora la preda e alla sera spartisce il bottino | prediletto del Signore, abita tranquillo presso di Lui; Dio lo protegge sempre e tra le Sue braccia dimora | seguì dopo Efraim |

La benedizione di Ruben in Genesi 49:4 che lo depriva della benedizione del primogenito poiché era andato sul letto di Giacobbe e lo aveva degradato, richiama il resoconto di 35:22 Genesi dove Ruben giace con Bila, la concubina di Giacobbe, e Giacobbe lo viene a sapere.

### Genesi capitolo 50
Quando Giuseppe in Genesi 50:20 dice ai suoi fratelli che gli avevano voluto male, ma che Dio lo volle per il suo bene in modo da salvare le vite di molte persone, richiama la sua spiegazione in Genesi 45:5 che Dio lo aveva mandato in Egitto prima dei suoi fratelli per salvare vite. Similmente, Salmo 105:16-17 narra che Dio volle una carestia sulla terra e inviò Giuseppe prima dei figli di Israele.

## Comandamenti
Secondo Maimonide e lo Sefer ha-Chinuch, non ci sono comandamenti (mitzvot) in questa parshah.

## Nella liturgia
Molti ebrei recitano Genesi 48:16 e Genesi 49:18 tre volte come parte della Tefilat HaDerech ("Preghiera del Viandante"), detta prima di partire per un viaggio.

## Maqam settimanale
Nella Maqam settimanale, gli ebrei sefarditi ogni settimana basano i loro canti del servizio religioso sul contenuto della rispettiva parashah settimanale. Per la Parashah Vayechi, gli sefarditi usano la Maqam Hijaz, una maqam che esprime lutto e tristezza. Tale maqam è appropriata per questa parashah, poiché contiene l'episodio della morte di Giacobbe.

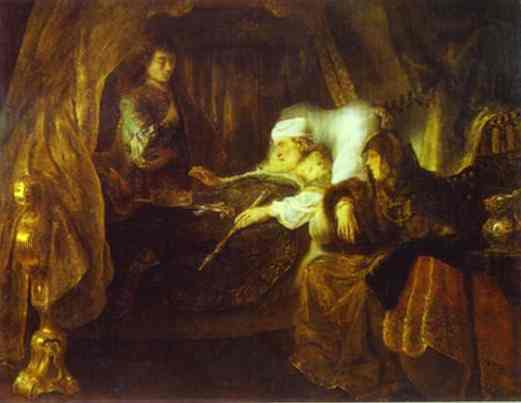
David istruisce Salomone prima di morire (dipinto di Ferdinand Bol del 1643)

## Haftarah
La haftarah della parashah è 1 Re 2:1-12

### Collegamento con la parashah
Sia la parashah che la haftarah riportano i testamenti dei primi patriarchi di Israele ai loro figli, la parashah di Giacobbe (in 49 ) e la haftarah di David. Entrambe precedono il testamento con la frase "Quando fu vicino il tempo della sua morte". Sia la parashah che la haftarah usano la parola "va-yetzav" "egli diede istruzioni (fece raccomandazioni)". Una Midrash nota che entrambe usano un linguaggio che rispecchia la diminuzione dell'autorità del patriarca: la parasha narra di Giacobbe che supplica il figlio dicendo: "Se ho trovato grazia ai tuoi occhi ... Io ti prego di..." (o "per favore", o "abbi la bontà di"); la haftarah descrive David semplicemente con "David" invece di usare il titolo onorifico "Re David" usato nel capitolo precedente in 1:1. Sia nella parashah che nella haftarah, i patriarchi menzionano dispiaceri che li hanno afflitti durante i loro ultimi anni di vita: Giacobbe ricorda che suo figlio Ruben gli contaminò il letto e i figli Simeone e Levi uccisero uomini e bestie nella loro ira; David rammenta che suo nipote Ioab uccise Abner e Amasa e che Simei insultò David andando a Macanàim. Entrambi i patriarchi inoltre si lamentano di quei membri subordinati della famiglia che avevano agito con troppo zelo facendo sembrare che agissero a loro nome: Giacobbe se ne lamenta con Simeone e Levi e David con Ioab.

## Riferimenti

### Biblici
- Deuteronomio 33:1-29[43] (benedizione di Mosè).

- Judges 5:1-31[44] (cantico di Debora).
- 1 Re 2:1-12[45] (testamento di David).

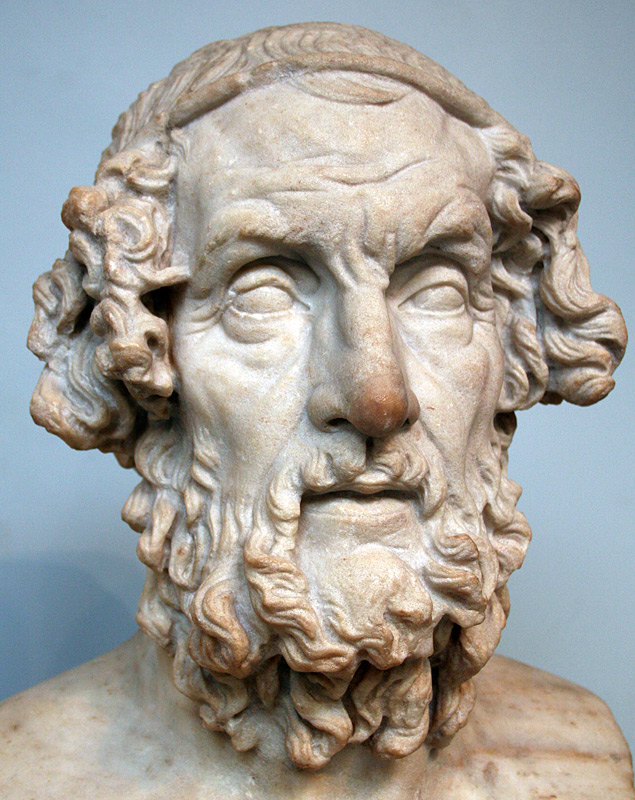
Omero

- Geremia 31:8[46] (Efraim come primogenito).

### Antichi
- Omero. Iliade Libro IX. Grecia, VIII-VI secolo a.e.v. (Il padre di Fenice lo maledice per aver giaciuto con la sua concubina).

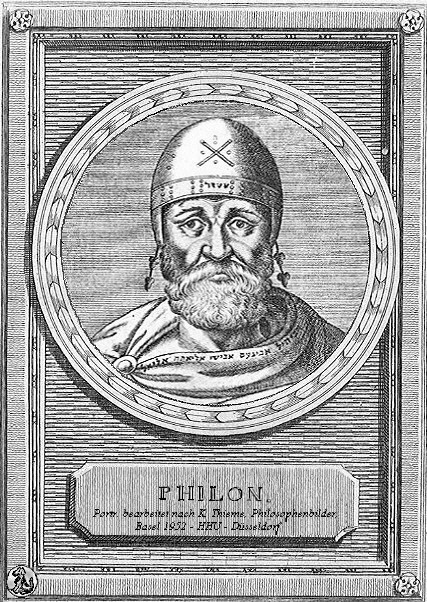
Philo

### Non rabbinici
- Filone d'Alessandria. Allegorical Interpretation, I 26:80; Allegorical Interpretation, II 24:94, 26:103; Allegorical Interpretation, III 8:26, 30:90–93, 62:177–81; On the Birth of Abel and the Sacrifices Offered by Him and by His Brother Cain 2:5; On the Migration of Abraham 5:22, 29:159–161; On Dreams 2:15:107–108; On Joseph 42:255–44:270. Alessandria, Egitto, I sec. Rist. (EN)  su The Works of Philo: Complete and Unabridged, New Updated Edition. Trad. Charles Duke Yonge, 34, 48–49, 53, 60, 70–71, 94, 171, 182, 185, 228–29, 233, 250, 254–55, 268–69, 273, 275, 299, 327, 344, 349, 395, 456–58. Peabody, Mass.: Hendrickson Pub., 1993. ISBN 0-943575-93-1.
- Lettera agli Ebrei 11:21-22[47] I secolo.

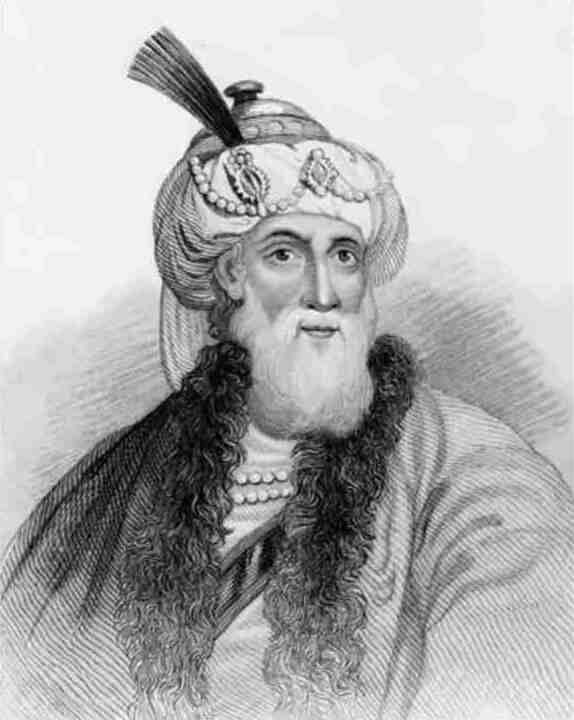
Flavio Giuseppe

- Flavio Giuseppe. Antichità giudaiche 2:7:5–2:8:2. Circa 93–94. Rist. (EN)  su The Works of Josephus: Complete and Unabridged, New Updated Edition. Trad. William Whiston, 64–66. Peabody, Mass.: Hendrickson Pub., 1987. ISBN 0-913573-86-8.
- Qur'an 2:133 (parole di commiato di Giacobbe); 12:94–101 (Giacobbe, Giuseppe e i suoi fratelli). Arabia, VII secolo.

### Rabbinici classici
- Mishnah Sotah 1:7–9. Terra d'Israele, circa 200 e.v. Rist. (EN)  su The Mishnah: A New Translation. Trad. di Jacob Neusner, 449. New Haven: Yale University Press, 1988. ISBN 0-300-05022-4.
- Tosefta: Sheviit 7:12; Sotah 10:9. Terra d'Israele, circa 300 e.v. Rist. su The Tosefta: Translated from the Hebrew, with a New Introduction. Trad. Jacob Neusner, 242, 877. Peabody, Mass.: Hendrickson Pub., 2002. ISBN 1-56563-642-2.
- Talmud gerosolimitano: Peah 8b; Kilayim 80a, 81a; Sukkah 28a. Terra d'Israele, circa 400 e.v. Rist. su Talmud Yerushalmi. Cur. da Chaim Malinowitz, Yisroel Simcha Schorr, e Mordechai Marcus, vols. 3, 5, 13. Brooklyn: Mesorah Pubs., 2006–2009.
- Genesis Rabbah 6:4, 9; 12:2; 20:9; 30:10; 37:7; 39:12; 40:6; 47:5; 65:9; 66:4; 70:7; 71:2, 7; 72:5; 75:12; 78:10; 80:6, 10; 82:4–5, 10; 87:7; 90:4, 6; 93:7; 95:1; 96:1–100:13; 105. Terra d'Israele, V secolo. Rist. (EN)  su Midrash Rabbah: Genesis. Trad. H. Freedman & Maurice Simon, Vol. 1: 44, 48, 89, 168, 238, 300, 402; vol. 2: 585, 603, 640, 653, 658, 665, 698, 722, 739, 743, 754–56, 777, 812, 830–31, 863, 866, 881, 885–1003. Londra: Soncino Press, 1939. ISBN 0-900689-38-2.

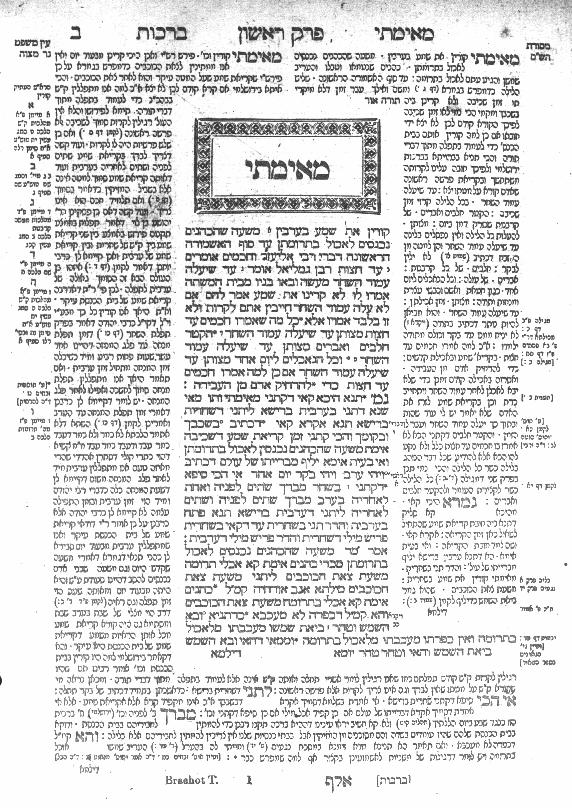
Talmud

- Talmud babilonese: Berakhot 20a, 55b, 57a; Shabbat 55b, 139a, 152a; Eruvin 53a; Pesachim 4a, 56a, 118a; Yoma 52b, 87a; Sukkah 25a; Rosh Hashanah 26a; Megilah 16b; Chagigah 3b; Yevamot 24a, 65b, 76a; Ketubot 72b, 111a–12a; Nedarim 20b, 30b; Nazir 65a; Sotah 9b–10a, 11b, 13a–b, 36b; Kiddushin 2a; Bava Kamma 17a, 92a, 113b; Bava Metzia 84a; Bava Batra 118a–b, 123a; Sanhedrin 5a, 22a, 95a, 98b, 105a, 106a, 109b; Avodah Zarah 11b, 25a; Horayot 5b, 6b, 11b; Zevachim 53b, 54b, 118b; Menachot 37a, 93b; Chullin 92a; Niddah 36b. Babilonia, VI secolo. Rist. (EN)  su Talmud Bavli. Curato da Yisroel Simcha Schorr, Chaim Malinowitz, e Mordechai Marcus, 72 voll. Brooklyn: Mesorah Pubs., 2006.

### Medievali
- Rashi. Commentario. Genesis 47–50. Troyes, Francia, XI secolo. Rist. (EN)  su Rashi. The Torah: With Rashi's Commentary Translated, Annotated, and Elucidated. Trad. e note di Yisrael Isser Zvi Herczeg, 1:521–70. Brooklyn: Mesorah Publications, 1995. ISBN 0-89906-026-9.
- Nachmanide. Disputa di Barcellona, 11-18. Spagna, 1263. Rist. (EN)  su Nachmanide, The Disputation at Barcelona. Trad. Charles B. Chavel, 6–10. New York: Shilo Publishing, 1983. ISBN 0-88328-025-6.

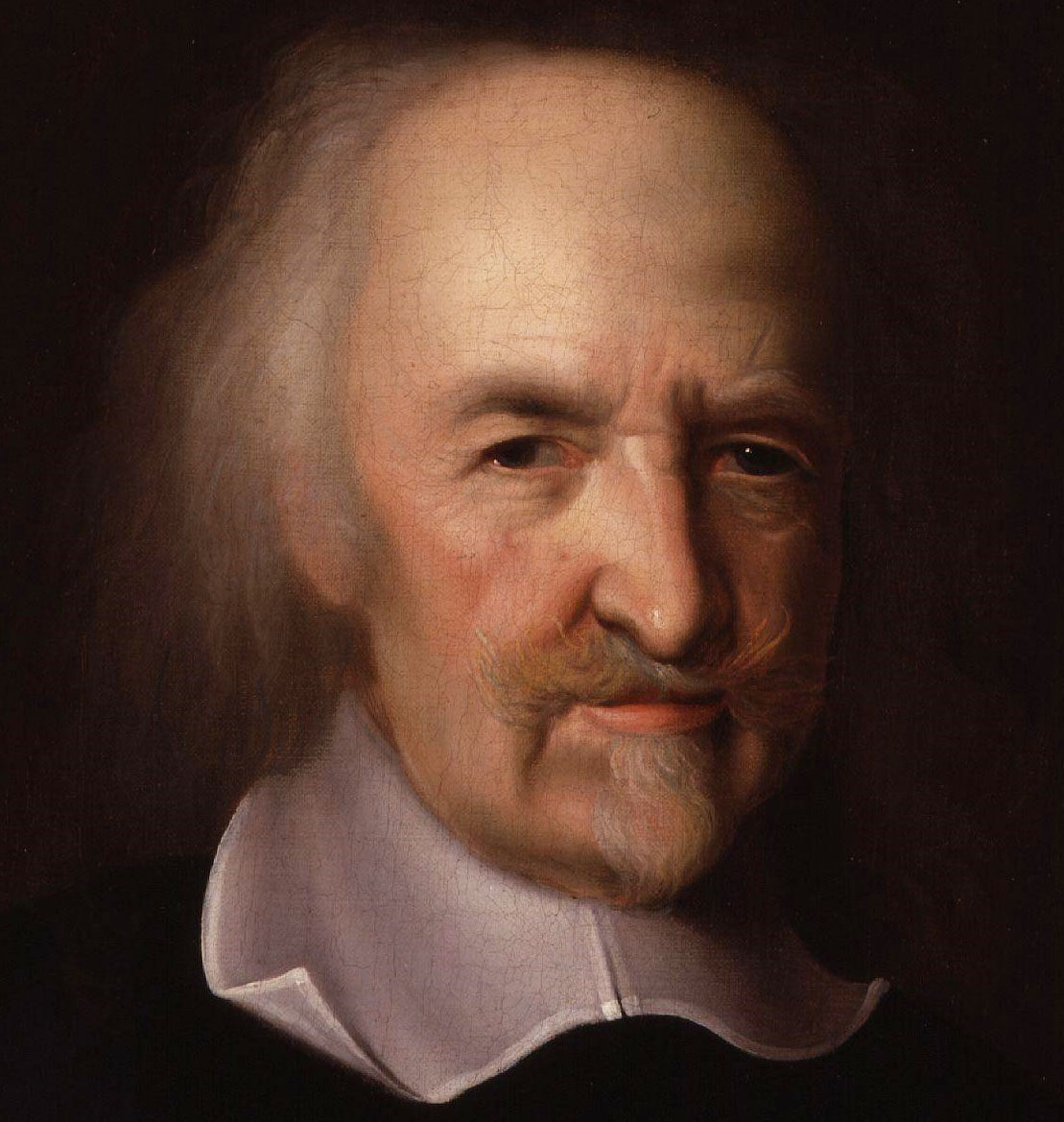
Thomas Hobbes

- Zohar 1:216a–51a. Spagna, XIII secolo. Rist (EN)  su The Zohar. Trad. Harry Sperling & Maurice Simon. 5 voll. Londra: Soncino Press, 1934.
- Shem Tov ibn Shem Tov. "Sermon on Wa-Yehi" Spagna, 1480 ca. In Marc Saperstein. Jewish Preaching, 1200–1800: An Anthology, 180–98. New Haven: Yale University Press, 1989. ISBN 0-300-04355-4.

### Moderni
- Thomas Hobbes. Leviatano, 3:42. Inghilterra, 1651. Rist. (EN)  C. B. Macpherson, 572. Harmondsworth, Inghilterra: Penguin Classics, 1982. ISBN 0-14-043195-0.
- Abraham Isaac Kook. The Lights of Penitence, 16:1. 1925. Rist. in Abraham Isaac Kook: the Lights of Penitence, the Moral Principles, Lights of Holiness, Essays, Letters, and Poems. Trad. (EN)  di Ben Zion Bokser, 119. Mahwah, N.J.: Paulist Press 1978. ISBN 0-8091-2159-X.
- Irving Fineman. Jacob, An Autobiograhical Novel. New York: Random House, 1941.

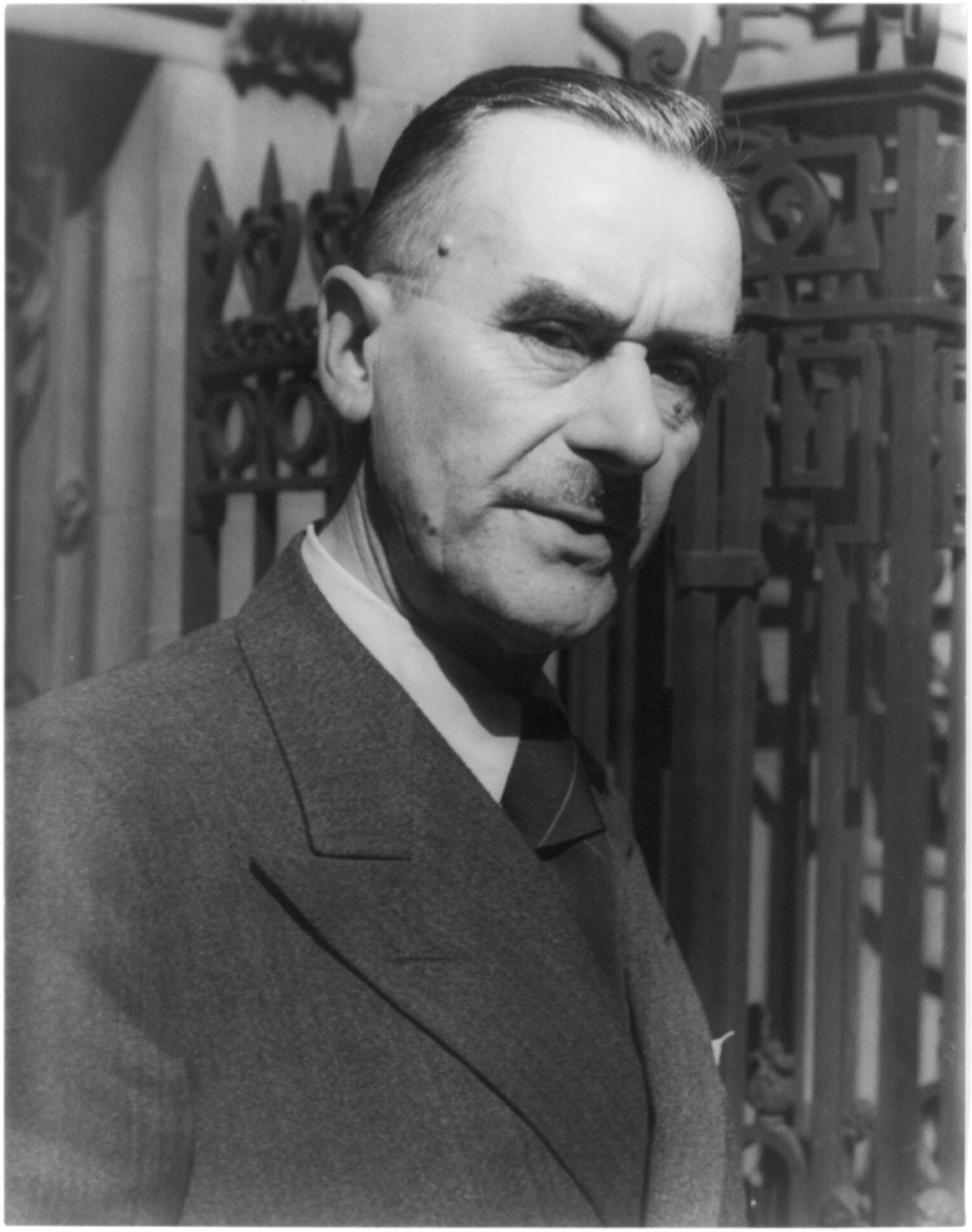
Thomas Mann

- Thomas Mann. Giuseppe e i suoi fratelli. Trad. (EN)  di John E. Woods, 53, 102–03, 257, 306, 314, 396, 401, 407, 448–49, 456, 458, 463, 485, 493, 503, 541–42, 547, 568–69, 663, 668, 672, 717–18, 722, 758, 788, 792–94, 796–97, 803–04, 852–53, 859, 878, 881, 886, 923, 1447–92. New York: Alfred A. Knopf, 2005. ISBN 1-4000-4001-9. Originale (DE)  Joseph und seine Brüder. Stockholm: Bermann-Fischer Verlag, 1943.
- John Marco Allegro. “A Possible Mesopotamian Background to the Joseph Blessing of Gen. xlix.” Zeitschrift für die Alttestamentliche Wissenschaft. 64 (1952): 249–51.
- Mitchell J. Dahood. “A New Translation of Gen. 49,6a.” Biblica. 36 (1955): 229.
- Mitchell J. Dahood. “Is ‘Eben Yiśrā'ēl a Divine Title? (Gen 49,24).” Biblica. 40 (1959): 1002–7.
- Mitchell J. Dahood. “MKRTYHM in Genesis 49:5.” Catholic Biblical Quarterly. 23 (1961): 54–56.
- Edwin M. Good. “The ‘Blessing’ on Judah, Gen 49:8–12.” Journal of Biblical Literature. 82 (1963): 427–32.
- John A. Emerton. “Some Difficult Words in Genesis 49.” In Words and Meanings: Essays Presented to David Winton Thomas. Cur. da Peter R. Ackroyd & Barnabas Lindars, pp. 81–93. Cambridge: Cambridge University Press, 1968. ISBN 0-521-07270-0.
- Calum M. Carmichael. “Some Sayings in Genesis 49.” Journal of Biblical Literature. 88 (1969): 435–44.
- George W. Coats. “The Joseph Story and Wisdom: a Reappraisal.” Catholic Biblical Quarterly. 35 (1973): 285–97.
- George W. Coats. “Redactional Unity in Genesis 37–50.” Journal of Biblical Literature. 93 (1974): 15–21.
- Donald A. Seybold. “Paradox and Symmetry in the Joseph Narrative.” In Literary Interpretations of Biblical Narratives. Cur. da Kenneth R.R. Gros Louis, con James S. Ackerman & Thayer S. Warshaw, 59–73. Nashville: Abingdon Press, 1974. ISBN 0-687-22131-5.
- George W. Coats. From Canaan to Egypt: Structural and Theological Context for the Joseph Story. Washington: Catholic Biblical Association, 1975. ISBN 0-915170-03-5.
- Stanley Gevirtz. “The Issachar Oracle in the Testament of Jacob.” In Nelson Glueck Memorial Volume. Cur. da Benjamin Mazar, pp. 104–12. Gerusalemme: Jewish Institute of Religion, 1975.
- Robert P. Gordon. “Targum Onkelos to Genesis 49:4 and a Common Semitic Idiom.” The Jewish Quarterly Review. 66 (1975–76): 224–26.
- Robert Alter. “Joseph and His Brothers.” Commentary. 70/5 (1980): 59–69.
- Matty Cohen. “MeKērōtēhem (Genèse Xlix 5).” Vetus Testamentum. 31 (1981): 472–82.
- Stanley Gevirtz. “Adumbrations of Dan in Jacob's Blessing on Judah.” Zeitschrift für die Alttestamentliche Wissenschaft. 83 (1981): 21–37.
- Thomas Blass. “The Tenacity of Impressions and Jacob's Rebuke of Simeon and Levi.” Journal of Psychology & Theology. 7 (1982): 55–61.
- R. David Freedman. “‘Put Your Hand Under My Thigh’—The Patriarchal Oath.” Biblical Archaeology Review 2 (2) (1976).
- Aaron Wildavsky. Assimilation versus Separation: Joseph the Administrator and the Politics of Religion in Biblical Israel. New Brunswick, N.J.: Transaction Publishers, 1993. ISBN 1-56000-081-3.
- Suzanne A. Brody. “Children's Blessing.” In Dancing in the White Spaces: The Yearly Torah Cycle and More Poems, 74. Shelbyville, Kentucky: Wasteland Press, 2007. ISBN 1-60047-112-9.
- Esther Jungreis. Life Is a Test, 85–86, 197–99, 204–05, 250–51. Brooklyn: Shaar Press, 2007. ISBN 1-4226-0609-0.
- Hillel I. Millgram. The Joseph Paradox: A Radical Reading of Genesis 37–50. Jefferson, North Carolina: McFarland and Company, 2012. ISBN 0-7864-6850-5.

### Testi
- Lezione sulla parashà di Vaichì, rav Shalom Bahbout, su torah.it (audio)
- "Parashat Vaichì", su torah.it
- La benedizione di Giacobbe ed il nucleo della gente di Israele, rav Riccardo Pacifici, su torah.it
- Testo Masoretico e traduzione JPS 1917, su mechon-mamre.org.
- Parashah cantata, su bible.ort.org. URL consultato l'8 febbraio 2013 (archiviato dall'url originale il 24 marzo 2011).
- Parashah in ebraico, su mechon-mamre.org.

### Commentari
- Academy for Jewish Religion, California, su ajrca.org.
- Academy for Jewish Religion, New York, su ajrsem.org.
- Aish.com. URL consultato l'8 febbraio 2013 (archiviato dall'url originale il 15 dicembre 2010).
- Akhlah: The Jewish Children’s Learning Network, su akhlah.com. URL consultato l'8 febbraio 2013 (archiviato dall'url originale il 2 febbraio 2013).
- American Jewish University, su judaism.ajula.edu (archiviato dall'url originale il 20 febbraio 2012).
- Anshe Emes Synagogue, Los Angeles, su anshe.org. URL consultato l'8 febbraio 2013 (archiviato dall'url originale il 13 febbraio 2012).
- Ari Goldwag, su arigoldwag.com. URL consultato l'8 febbraio 2013 (archiviato dall'url originale il 27 luglio 2013).
- Bar-Ilan University, su biu.ac.il. URL consultato l'8 febbraio 2013 (archiviato dall'url originale il 6 gennaio 2011).
- Chabad.org.
- eparsha.com.
- G-dcast, su g-dcast.com. URL consultato l'8 febbraio 2013 (archiviato dall'url originale il 18 febbraio 2013).
- The Israel Koschitzky Virtual Beit Midrash, su vbm-torah.org. URL consultato l'8 febbraio 2013 (archiviato dall'url originale il 2 novembre 2011).
- Jewish Agency for Israel, su jewishagency.org. URL consultato l'8 febbraio 2013 (archiviato dall'url originale il 2 ottobre 2012).
- Jewish Theological Seminary (XML), su jtsa.edu. URL consultato l'8 febbraio 2013 (archiviato dall'url originale l'11 marzo 2013).
- Miriam Aflalo, su mishpacha.com. URL consultato l'8 febbraio 2013 (archiviato dall'url originale il 6 aprile 2012).
- MyJewishLearning.com. URL consultato l'8 febbraio 2013 (archiviato dall'url originale il 25 settembre 2008).
- Ohr Sameach, su ohr.edu.
- Orthodox Union, su ou.org.
- OzTorah, Torah from Australia, su oztorah.com.
- Oz Ve Shalom — Netivot Shalom, su netivot-shalom.org.il. URL consultato l'8 febbraio 2013 (archiviato dall'url originale il 24 giugno 2010).
- Pardes from Jerusalem, su pardes.org.il. URL consultato l'8 febbraio 2013 (archiviato dall'url originale il 15 aprile 2012).

- Parshah Parts (PDF), su parshaparts.com. URL consultato l'8 febbraio 2013 (archiviato dall'url originale il 23 febbraio 2012).
- Rabbi Dov Linzer, su rabbidovlinzer.blogspot.com.
- Rabbi Shlomo Riskin, su ohrtorahstone.org.il. URL consultato l'8 febbraio 2013 (archiviato dall'url originale il 21 agosto 2011).
- Rabbi Shmuel Herzfeld, su rabbishmuel.com. URL consultato l'8 febbraio 2013 (archiviato dall'url originale l'11 marzo 2013).
- Reconstructionist Judaism, su www4.jrf.org. URL consultato l'8 febbraio 2013 (archiviato dall'url originale il 16 febbraio 2006).
- Sephardic Institute, su judaicseminar.org.
- Shiur.com.
- 613.org Jewish Torah Audio, su 613.org. URL consultato l'8 febbraio 2013 (archiviato dall'url originale il 21 dicembre 2008).
- Tanach Study Center, su tanach.org.
- Torah from Dixie, su tfdixie.com. URL consultato l'8 febbraio 2013 (archiviato dall'url originale il 28 novembre 2006).
- Torah.it, su archivio-torah.it.
- Torah.org.
- TorahVort.com.
- Union for Reform Judaism, su urj.org. URL consultato l'8 febbraio 2013 (archiviato dall'url originale il 17 giugno 2009).
- United Hebrew Congregations of the Commonwealth, su chiefrabbi.org. URL consultato l'8 febbraio 2013 (archiviato dall'url originale il 10 aprile 2012).
- United Synagogue of Conservative Judaism, su uscj.org. URL consultato l'8 febbraio 2013 (archiviato dall'url originale il 14 agosto 2012).
- What’s Bothering Rashi?, su shemayisrael.com.
- Yeshivat Chovevei Torah, su yctorah.org.
- Yeshiva University, su yutorah.org. URL consultato l'8 febbraio 2013 (archiviato dall'url originale il 18 dicembre 2019).